# Иван Захарьич
Иван (Иванка) Захарьич (ориентировочно вторая половина XI — середина XII веков) — древнерусский полководец.
Впервые упоминается в 1106 году, когда вместе с Яном Вышатичем и его братом Путятой Вышатичем был послан князем Святополком Изяславичем на половцев. Киевские войска разгромили противника, освободили пленников.
Человек с таким именем также упоминается в качестве руководителя обороны Звенигорода от войск Всеволода Ольговича под событиями 1146 года, (причем чтобы укрепить боевой дух горожан, пришлось трех сторонников сдачи крепости рассечь на части и выкинуть за городскую стену). Всеволод Ольгович применил при осаде «пороки», которые могли разбивать городские стены, благодаря которым в городе в трёх местах вспыхнули пожары. Благодаря умелым действиям Ивана Захарьевича, «пороки» были отбиты от городских укреплений и пожар в городе потушен. Всеволоду Ольговичу пришлось снять осаду и отступить от города.
Однако тождественность этих двух людей установить сложно.